# 앙제성

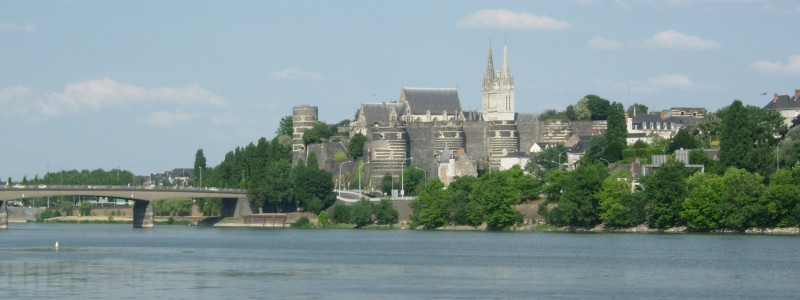
강에서 바라본 앙제 성

앙제성(프랑스어: Château d'Angers)은 프랑스 루아르 계곡의 멘에루아르주 앙제 시에 있는 성이다. 앙제 요새는 멘 강 돌출하는 바위 능선에 위치하며, 그 전략적 수세 위치 대문에 로마인이 거주하였다. 9세기 이 요새는 강력한 앙주 백작의 지배하에 놓이게 되었고, 12세기 동안 앙주 출신의 잉글랜드의 왕의 제국 중 일부가 되었다. 1204년 필리프 2세가 앙제 일대를 정복하고, 13세기 초에는 그의 손자 루이 6세가 수많은 성을 지었다.

## 같이 보기
- 루아르 계곡